# Home (nummer van Simply Red)
Home is een nummer van de Britse band Simply Red uit 2004. Het is de vierde en laatste single van hun gelijknamige achtste studioalbum.
Het nummer beschrijft het fijne en warme gevoel om thuis te zijn en jezelf te zijn, zonder al te veel poespas. Het nummer wist enkel in het Verenigd Koninkrijk en Nederland de hitlijsten te behalen. In het Verenigd Koninkrijk bereikte het de 40e positie. Ondanks dat het nummer in Nederland slechts de 7e positie in de Tipparade, werd het er wel een radiohit.

## NPO Radio 2 Top 2000
| Nummer met noteringen in de NPO Radio 2 Top 2000 | '05 | '06 | '07  | '08  | '09  | '10  | '11  | '12 | '13  | '14  | '15  | '16  |
| ------------------------------------------------ | --- | --- | ---- | ---- | ---- | ---- | ---- | --- | ---- | ---- | ---- | ---- |
| Home                                             | 747 | 950 | 1034 | 1362 | 1228 | 1065 | 1168 | 937 | 1094 | 1220 | 1457 | 1789 |

1. ↑  Een vetgedrukt getal geeft de hoogste notering aan.
2. ↑  2005 was het eerste jaar met een notering voor dit nummer.
3. ↑  Deze tabel is bijgewerkt tot en met de laatste editie (2024).